# Silent piano
Een silent piano (stille piano) is een akoestische piano met een ingebouwde digitale functionaliteit. 
In de silentmodus bewegen de hamers bij een toetsaanslag weliswaar normaal richting snaar, maar raken ze de snaar net niet. Ondertussen wordt dan door sensoren in het mechaniek de beweging geregistreerd en deze worden digitaal vertaald naar samples die via luidsprekers of koptelefoon te beluisteren zijn. De pianist is in staat te kiezen tussen akoestisch pianospel en silent pianospel via een hoofdtelefoon of opnameapparatuur. Silent piano's worden vaak ingezet wanneer spelen niet altijd mogelijk is, in verband met geluidsoverlast. Het is ook mogelijk om een gewone akoestische piano of vleugel om te bouwen tot een silent piano. Hiervoor zijn losse silent systemen verkrijgbaar die dan in de piano of vleugel worden ingebouwd onder het klavier.